# Patricia Mazuy
Patricia Mazuy (Digione, 1960) è una regista e sceneggiatrice francese.

## Biografia
Nasce a Digione da una famiglia di fornai. Studia nel suo paese natale, per trasferirsi in seguito per studio all'École des hautes études commerciales de Paris. Nella capitale i suoi interessi principali riguardano la cinematografia, e dopo un viaggio negli Stati Uniti dove ha la possibilità di conoscere Agnès Varda, rientra decidendo di dedicarsi alla regia, abbandonando gli studi.

## Filmografia
- Peaux de vaches (1989)
- Saint-Cyr (2000)
- Basse Normandie (2004)
- Sport de filles (2011)
- Paul Sanchez est revenu! (2018)
- Bowling Saturne (2022)
- La Prisonnière de Bordeaux (2024)

## Premi e riconoscimenti

### Premio César
- 1990 - Candidata a migliore opera prima per Peaux de vaches
- 2001 - Candidata a miglior film per Saint-Cyr
- 2001 - Candidata a miglior regista per Saint-Cyr
- 2001 - Candidata a migliore sceneggiatura originale per Saint-Cyr